# Diego Ruiz (piłkarz)
Diego Alejandro Ruiz (ur. 19 grudnia 1980 w San Miguel de Tucumán) – argentyński piłkarz występujący na pozycji napastnika. Obecnie jest zawodnikiem rumuńskiego CFR Cluj.
Ruiz profesjonalną karierę rozpoczął w klubie Lanús. W 1999 roku odszedł do czwartoligowego San Telmo. Później był zawodnikiem Club Atlético Ñuñorco oraz Club Atlético Tucumán. W 2003 roku przeszedł do belgijskiego KV Kortrijk. Jednak grał tam tylko przez kilka miesięcy. Rok 2005 spędził we dwóch klubach - CD Cobresal oraz Racingu Genk. Z tym drugim wywalczył awans do Pucharu UEFA. Jednak w europejskich pucharach nie zdążył rozegrać żadnego spotkania, gdyż powrócił do Ameryki Południowej, przechodząc do chilijskiego CD Huachipato. Występował tam przez 3 sezony, do 2008 roku, kiedy to został kupiony przez CFR Cluj.